# Kirche Ströhen

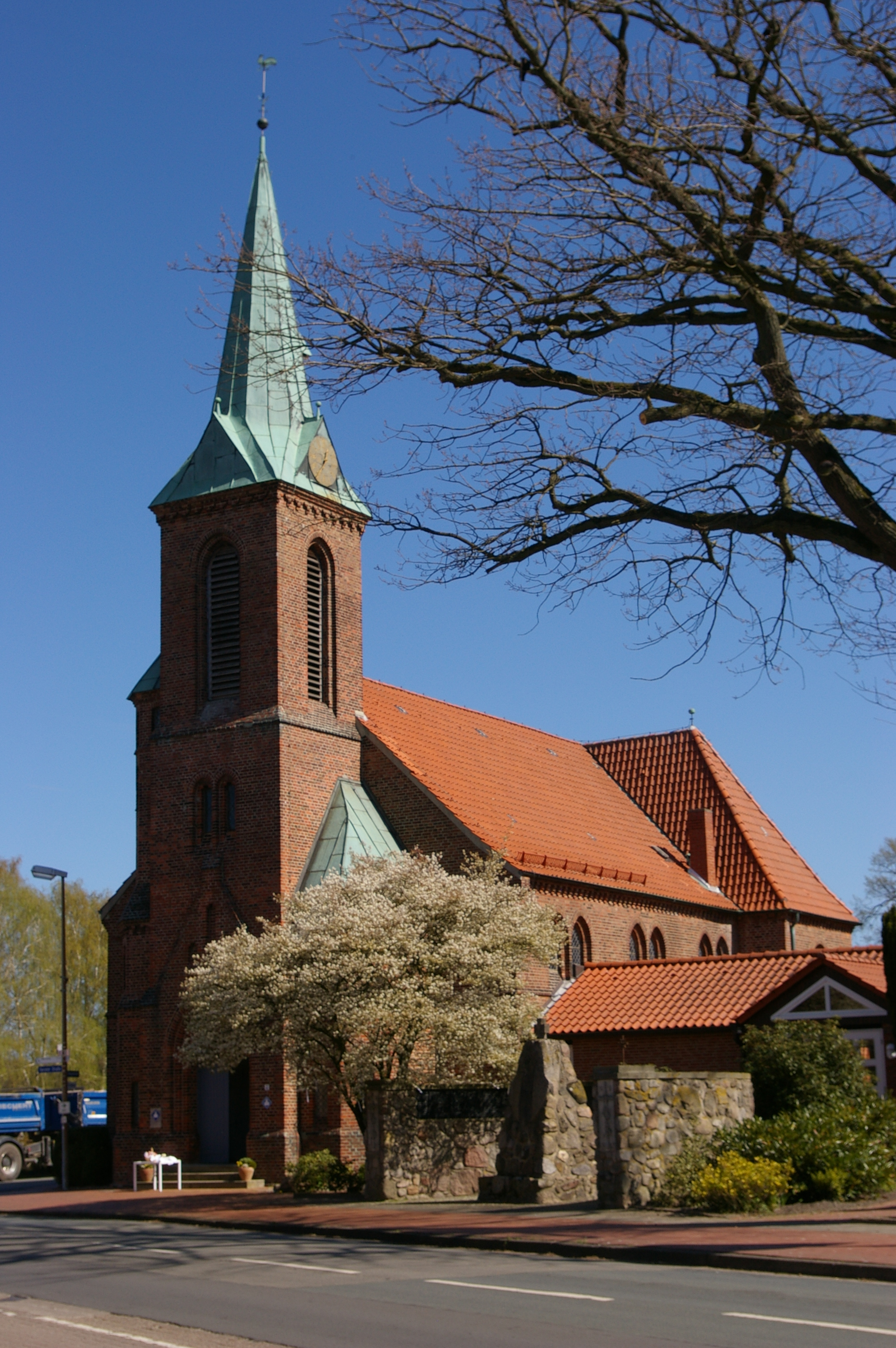
Kirche Ströhen

Die evangelisch-lutherische denkmalgeschützte Kirche  Ströhen steht in Ströhen, einem Ortsteil der Gemeinde Wagenfeld im Landkreis Diepholz von Niedersachsen. Die Kirchengemeinde gehört zum Kirchenkreis Grafschaft Diepholz im Sprengel Osnabrück der Evangelisch-lutherischen Landeskirche Hannovers.

## Beschreibung
Die neugotische Kreuzkirche aus Backsteinen wurde um 1875 nach den Plänen von Conrad Wilhelm Hase erbaut. Sie besteht aus einem Langhaus, dem im Westen ein quadratischer Kirchturm mit seitlichen polygonalen Treppentürmen vorgestellt ist, einem Querschiff und einem dreiseitig geschlossenen eingezogenen Chor im Osten. Der Turm beherbergt zwei Gussstahlglocken, die vom Bochumer Verein im Jahr der Erbauung der Kirche gegossen wurden. Das zweigeschossige Langhaus hat unten segmentbogige, oben spitzbogige Fenster. 
Der Innenraum wird durch die bis zur Decke hochgeführten Stützen der dreiseitig umlaufenden Empore in der Art einer dreischiffigen Hallenkirche gegliedert. In der Mitte hat er ein hölzernes Trapezgewölbe, die Seiten haben Flachdecken. Das Joch des Chors ist mit einem Kreuzrippengewölbe überspannt. Zur Vierung öffnet er sich mit einem spitzbogigen Triumphbogen. 
Die erste Orgel wurde 1913 von den Gebrüdern Rohlfing gebaut. Sie wurde ab 1972 durch eine Orgel mit 17 Registern, verteilt auf zwei Manuale und ein Pedal, von der Emil Hammer Orgelbau ersetzt.